# Théry Schir
Théry schir (Lausanne, 18 februari 1993) is een Zwitsers wielrenner. 

## Carrière
Hij combineert zowel het wegwielrennen als het baanwielrennen. Hij reed als wegwielrenner onder andere voor Team Vorarlberg en Swiss Racing Academy. Hij nam namens Zwitserland in 2016 en 2020 deel aan de Olympische Zomerspelen, bij beide edities won hij geen medailles.

## Palmares

### Baanwielrennen
| Jaar | ZK                                                  | EK                   | WK         | Overig                                               |
| ---- | --------------------------------------------------- | -------------------- | ---------- | ---------------------------------------------------- |
| 2010 | ploegsprint                                         |                      |            |                                                      |
| 2011 | ploegenachtervolging ploegkoers                     |                      |            |                                                      |
| 2012 | ploegkoers ploegenachtervolging                     |                      |            |                                                      |
| 2013 | scratch achtervolging ploegkoers puntenkoers omnium |                      |            | Aigle: puntenkoers en scratch, DBT: puntenkoers      |
| 2014 | omnium                                              |                      | ploegkoers | Grenchen: scratch, Aigle: puntenkoers                |
| 2015 | ploegkoers omnium                                   | ploegenachtervolging |            | Aigle: puntenkoers                                   |
| 2016 | omnium · koppelkoers                                |                      |            | OS: 7e ploegenachtervolging                          |
| 2018 | puntenkoers scratch                                 | ploegenachtervolging |            |                                                      |
| 2019 | puntenkoers scratch                                 |                      |            | Europese Spelen: omnium, ploegenachtervolging        |
| 2020 | koppelkoers                                         |                      |            | Driedaagse van Aigle                                 |
| 2021 | koppelkoers · omnium                                |                      |            | OS: 7e omnium 7e koppelkoers 8e ploegenachtervolging |